# Tonnoiriella anchoriformis
Tonnoiriella anchoriformis är en tvåvingeart som först beskrevs av Salamanna 1975.  Tonnoiriella anchoriformis ingår i släktet Tonnoiriella och familjen fjärilsmyggor. Inga underarter finns listade i Catalogue of Life.